# Parti unioniste (Guatemala)
Pour les articles homonymes, voir Parti unioniste.
Le Parti unioniste (Partido Unionista) est un parti politique guatémaltèque, membre de l'Union des partis latino-américains et membre observateur de l'Union démocrate internationale. Il souhaite faire renaître la République fédérale d'Amérique centrale.